# 奈良県立民俗博物館
奈良県立民俗博物館（ならけんりつみんぞくはくぶつかん）は、奈良県大和郡山市矢田町にある博物館。博物館本館、古民家、収蔵品倉庫で構成される。施設の改修と収蔵資料整理のため、2024年（令和6年）7月16日から当面休館し、2027年度の再開を予定している（古民家は本館休止期間中も見学可能）。
本項では博物館の立地する場所である 奈良県立大和民俗公園（ならけんりつやまとみんぞくこうえん） についても述べる。

## 民俗博物館
奈良県立民俗博物館は1974年（昭和49年）11月10日に開館した。奈良県（大和国）に暮らす人々がその風土の中で生み出し、改良工夫を重ねて伝えてきた生活用具など民俗文化財を通して生活文化を学ぶことができる博物館である。
奈良県立民俗博物館は博物館本館、古民家、収蔵品倉庫（仮設プレハブ収蔵庫2棟）で構成され、その総称をいう。博物館については奈良県地域振興部が所管している。

### 本館
博物館本館は鉄筋コンクリート造、地下1階、地上2階の建物である。
常設展示は大和の生業をテーマに、県北西部に位置する奈良盆地の稲作、県北東部に広がる大和高原の茶業、県南部を占める吉野山地の林業をその代表として取り上げ、地域で伝統的に培われてきた仕事の様子が理解できる構成となっている。また2013年（平成25年）からは「昔のくらし」として、大正から昭和期の一般家庭の家の中をイメージした展示や、実際に道具に触ったりできる体験コーナーなども設置されており、急速に変化する時代にごく数十年前の普通の生活を伝える場として、小学校の団体見学などにも活用されている。

### 古民家
奈良県内の各地域の特徴を持つ茅葺き屋根など様々な建築様式の江戸時代の伝統的な家屋（民家・土蔵）11件（15棟）を移築・展示している。うち、2件（3棟）が日本国の重要文化財、7件（10棟）が奈良県指定有形文化財となっている。
- 町屋集落
  - 旧臼井家住宅 - 重要文化財[1] 旧所在：高市郡高取町上土佐
    - 旧臼井家 蔵 - 重要文化財[1]

  - 旧鹿沼家住宅 - 県指定文化財[1] 旧所在：大和高田市永和町

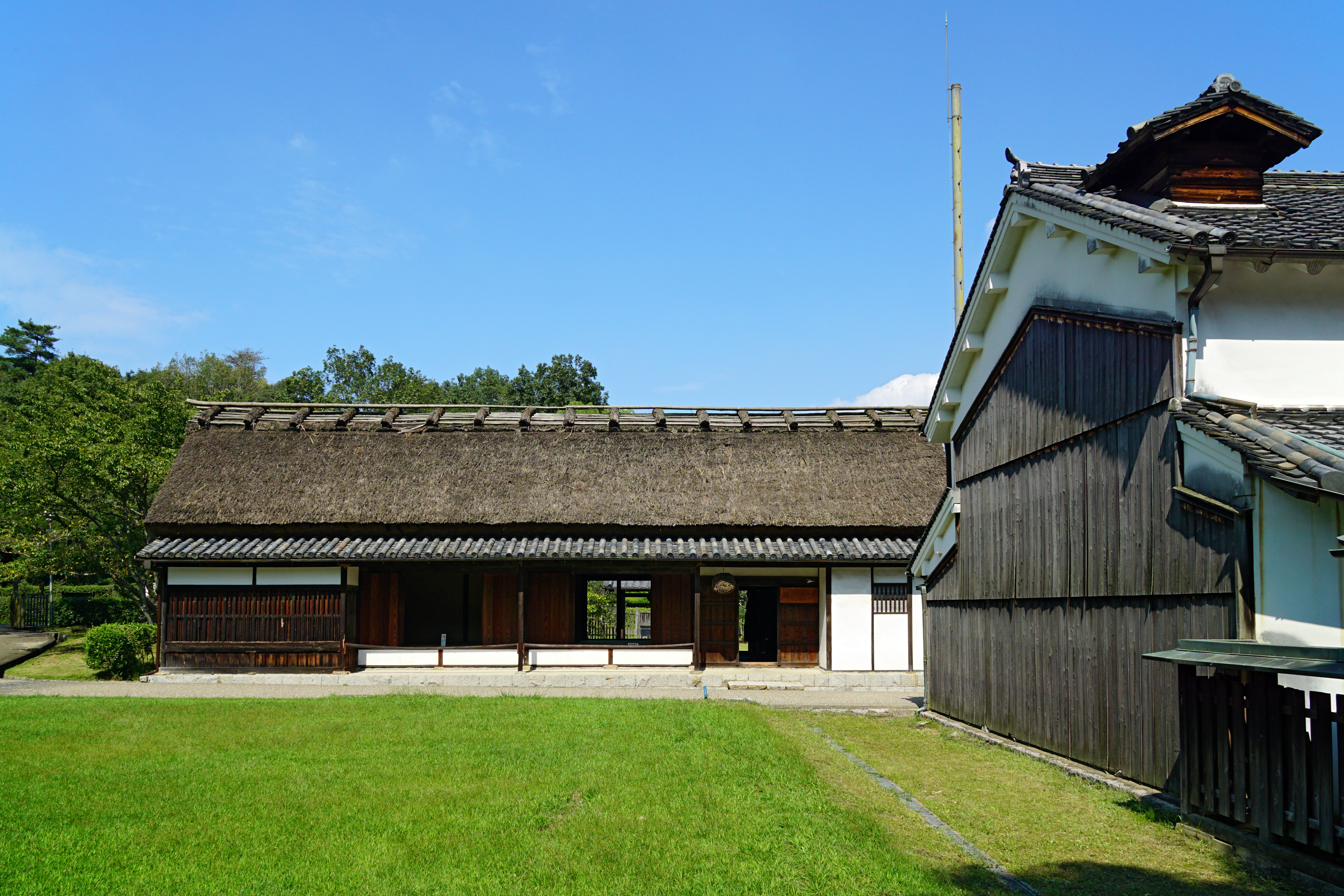
旧臼井家住宅
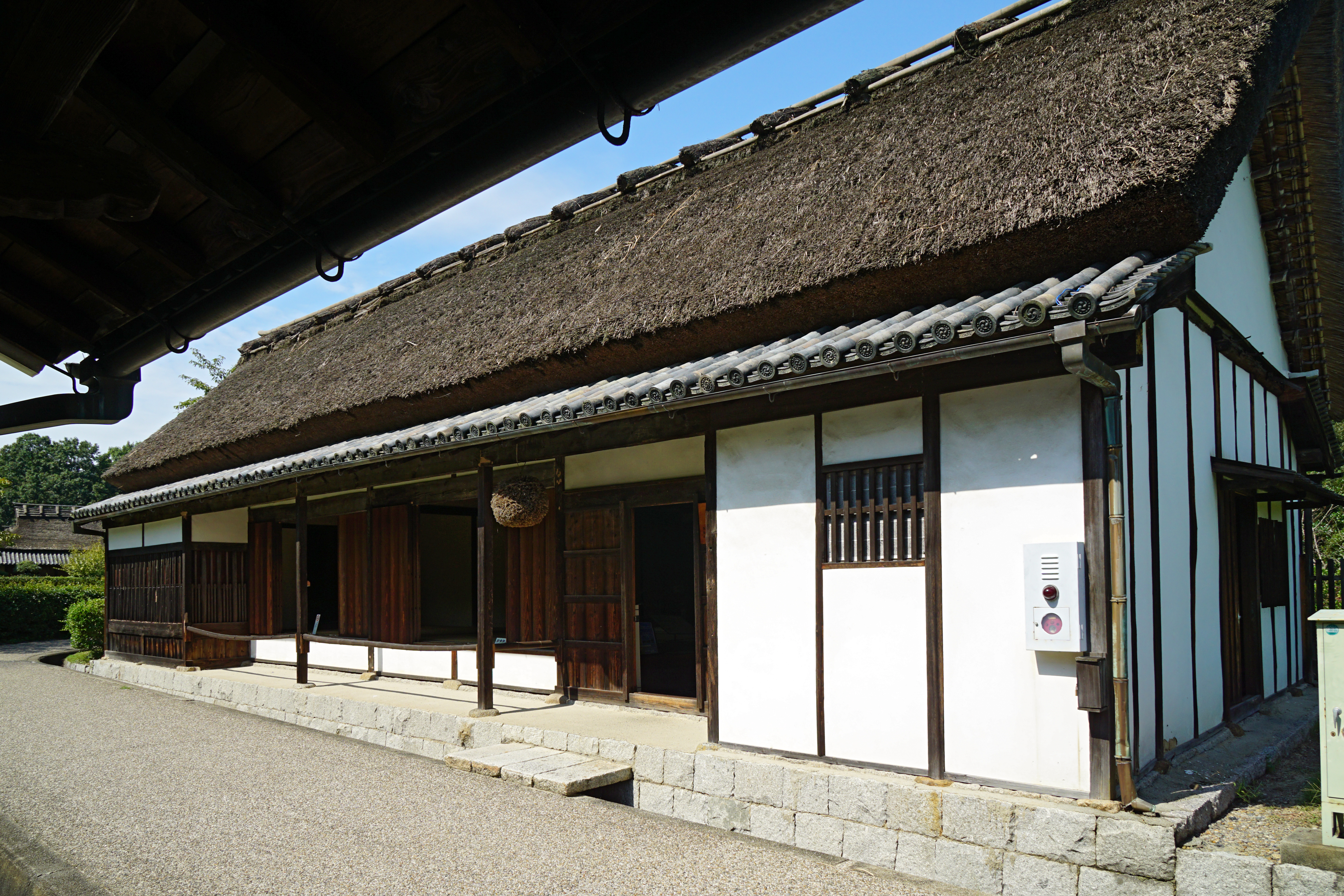
旧臼井家住宅
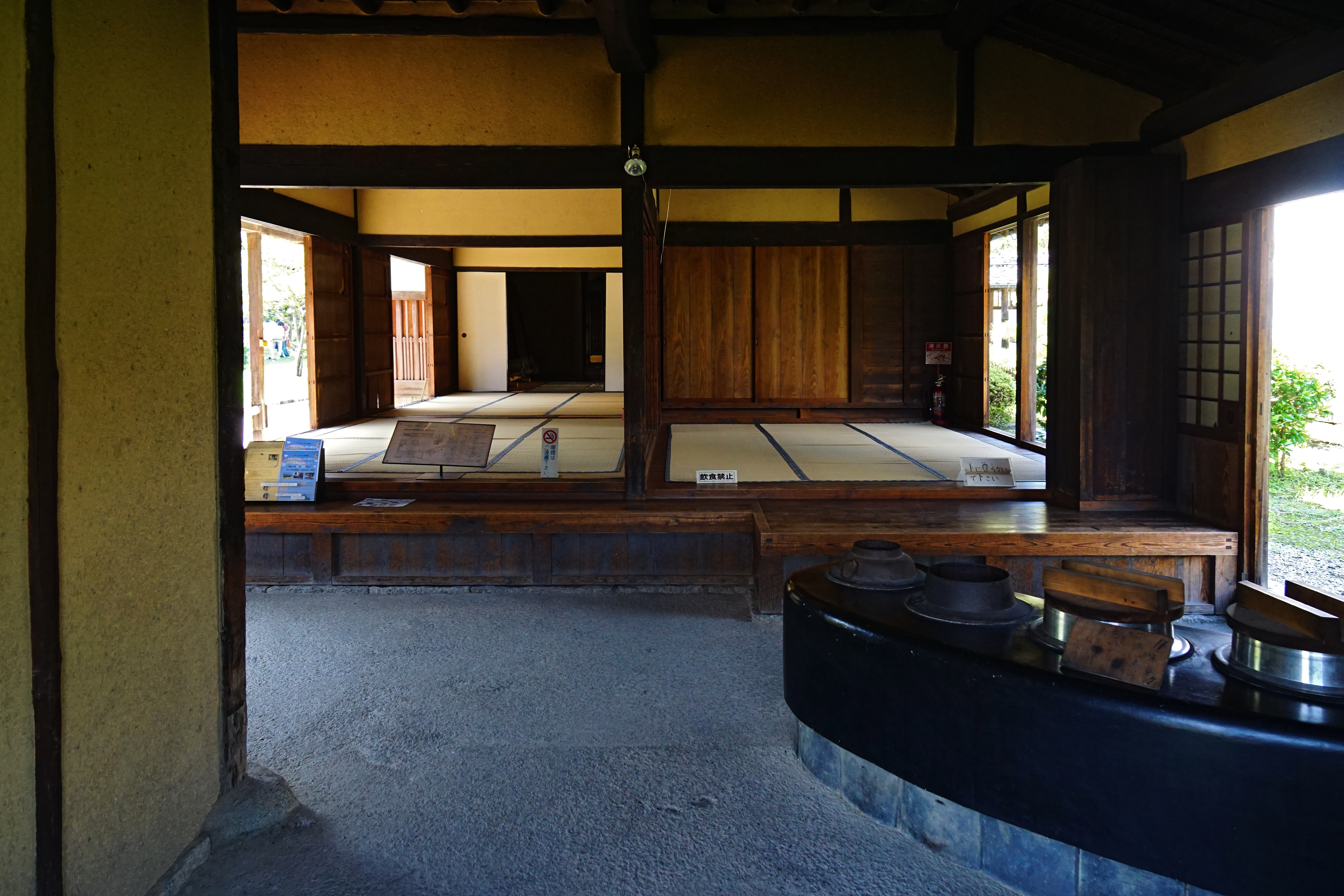
旧臼井家住宅内部

- 国中集落
  - 旧吉川家住宅 - 県指定文化財[1] 旧所在：橿原市中町
  - 旧萩原家住宅 - 県指定文化財[1] 旧所在：桜井市下
  - 旧赤土家離座敷 - 旧所在：香芝市狐井
  - 旧西川家土蔵 - 旧所在：天理市二階堂北菅田町

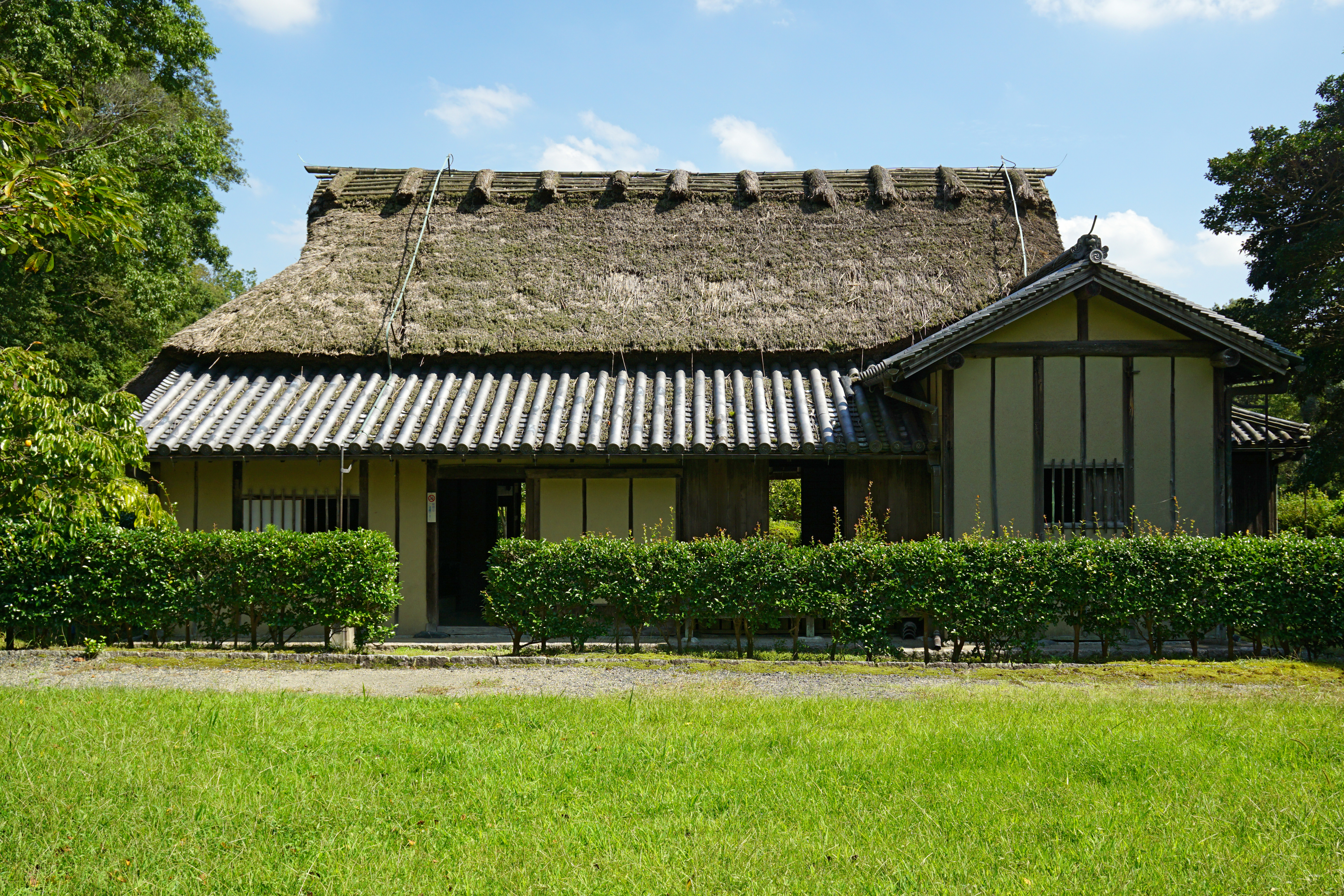
旧吉川家住宅
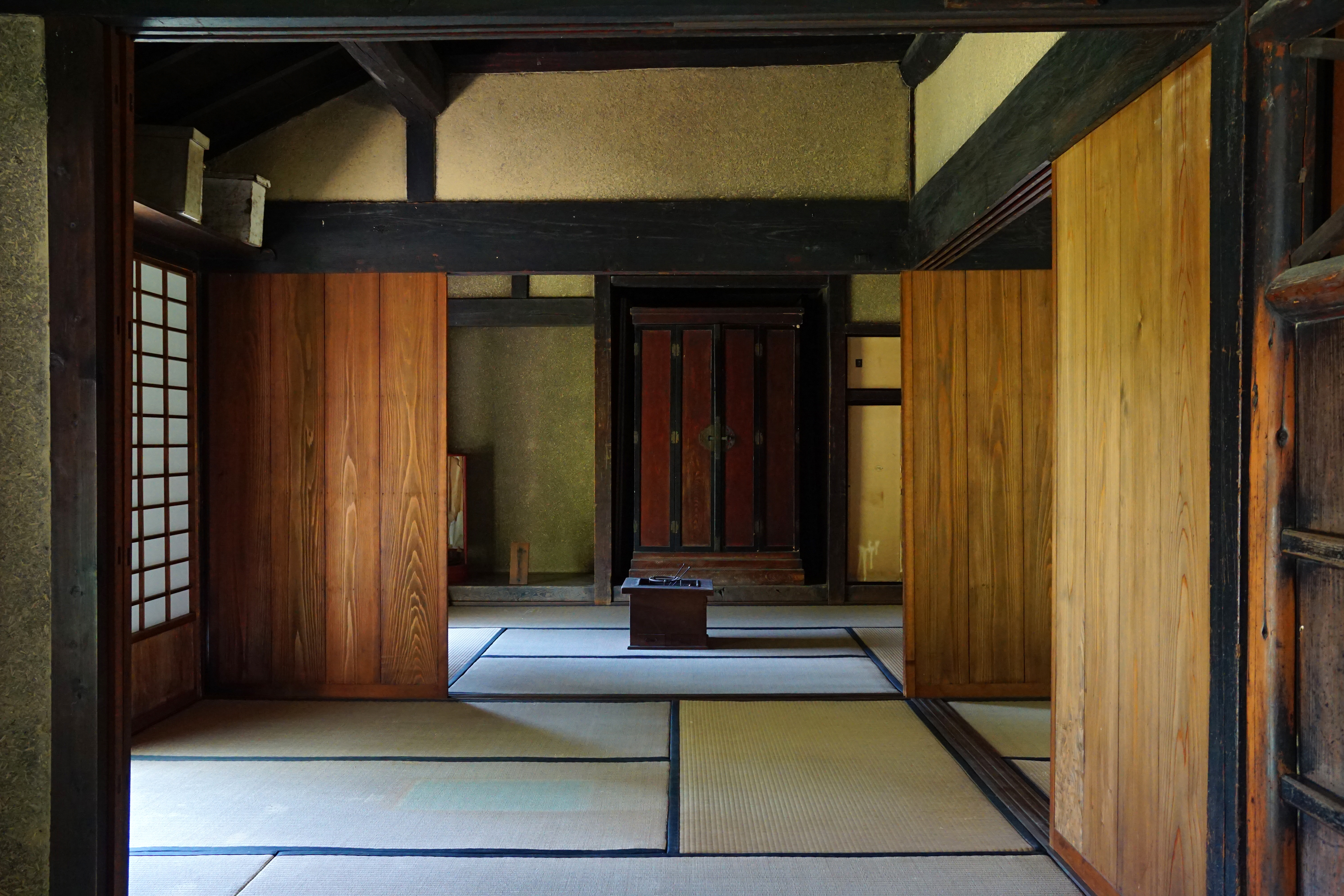
旧吉川家住宅内部

- 宇陀・東山集落
  - 旧八重川家住宅 - 県指定文化財[1] 旧所在：山辺郡都祁村大字針（現・奈良市針町）
  - 旧岩本家住宅 - 重要文化財[1] 旧所在：宇陀郡室生村黒岩（現・宇陀市室生黒岩）
  - 旧松井家住宅 - 県指定文化財[1] 旧所在：宇陀郡室生村上笠間（現・宇陀市室生上笠間）

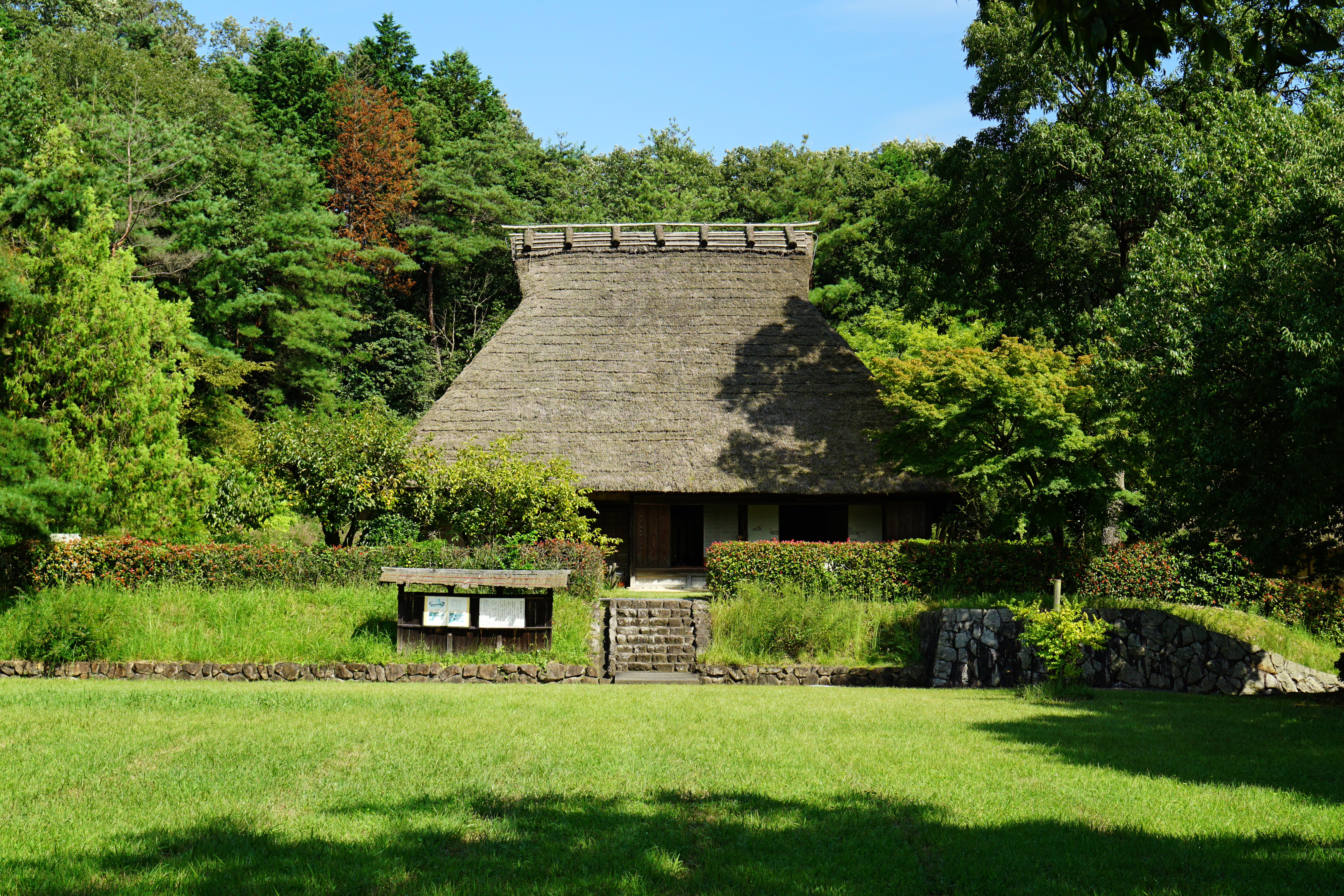
旧岩本家住宅
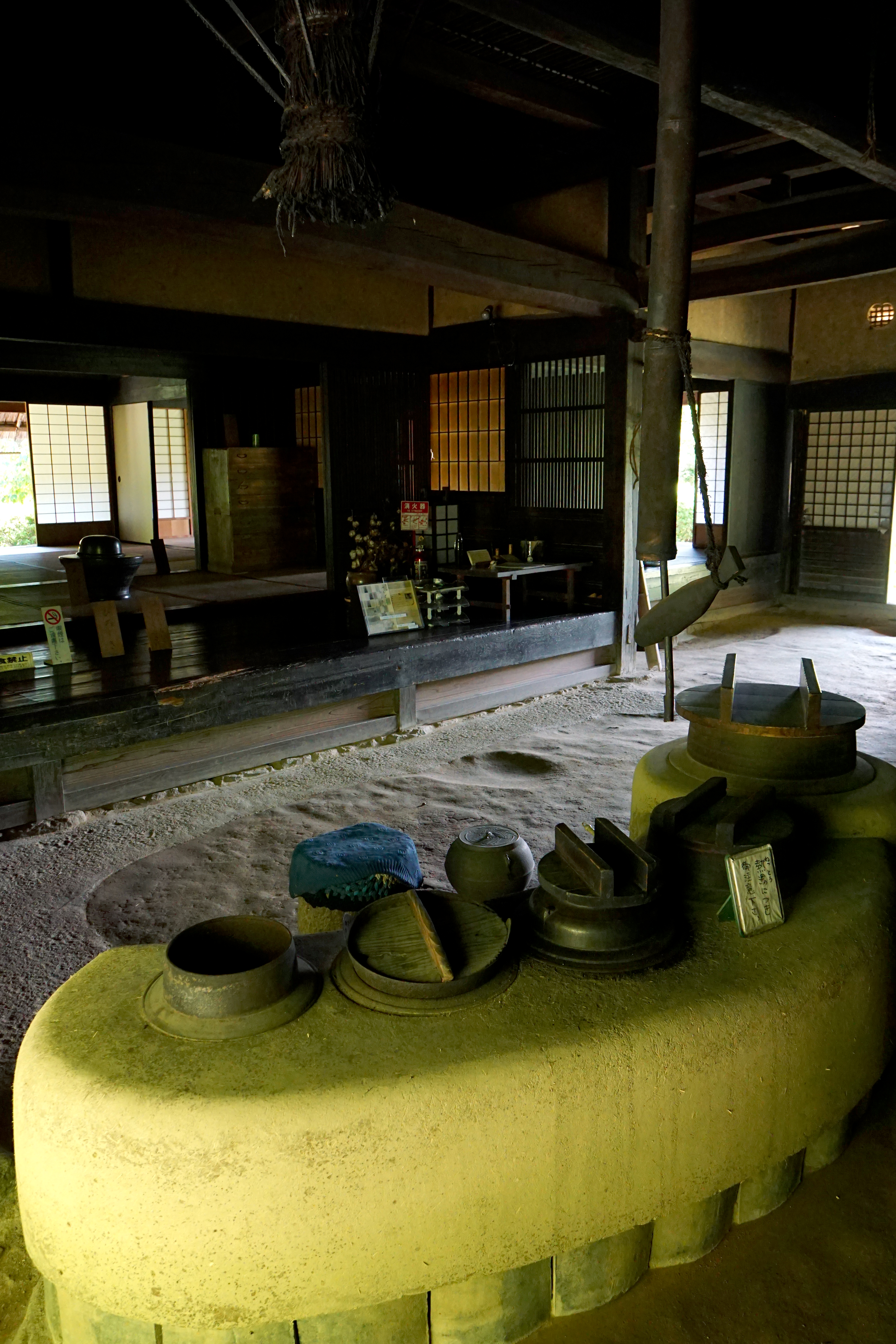
旧岩本家住宅内部
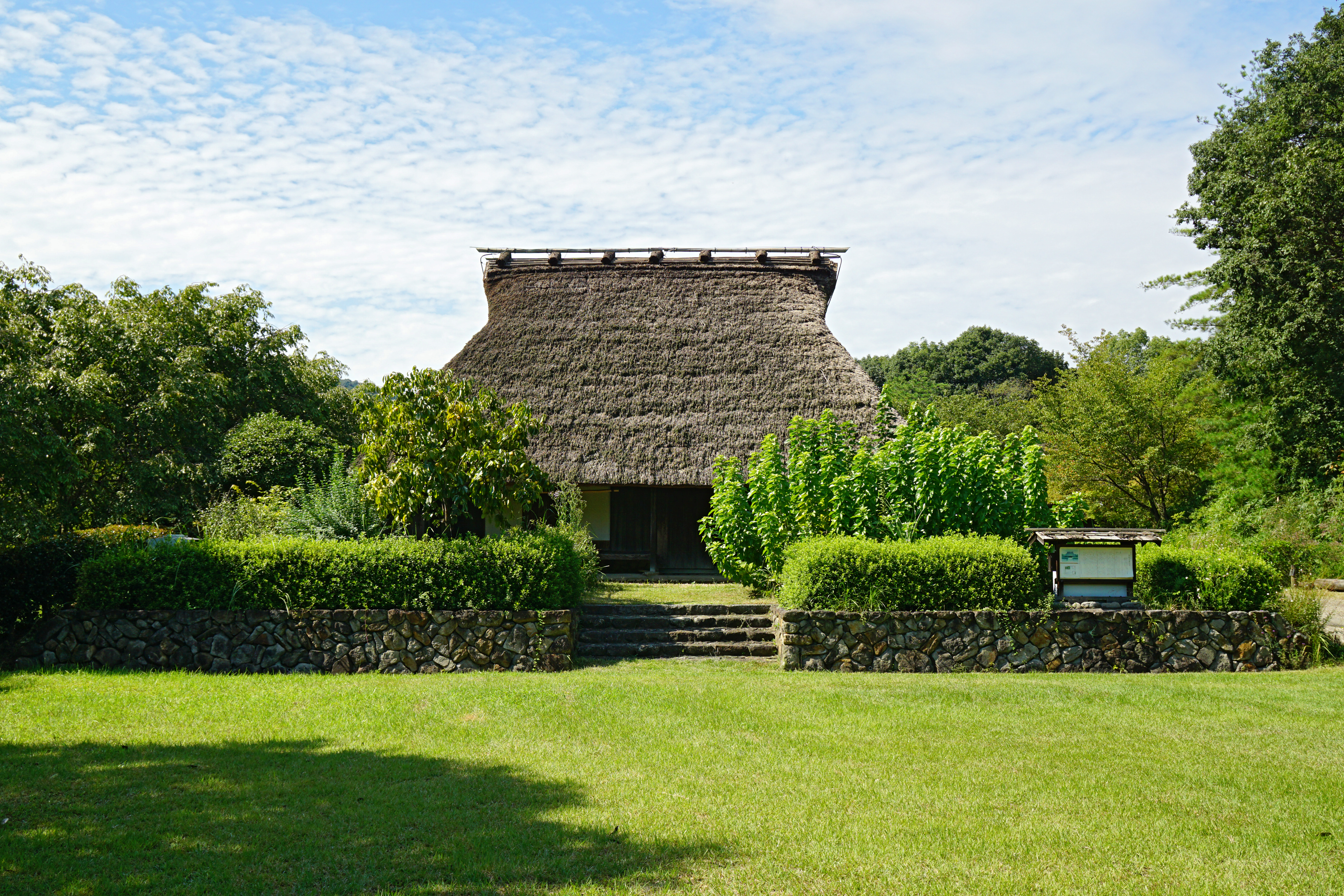
旧松井家住宅
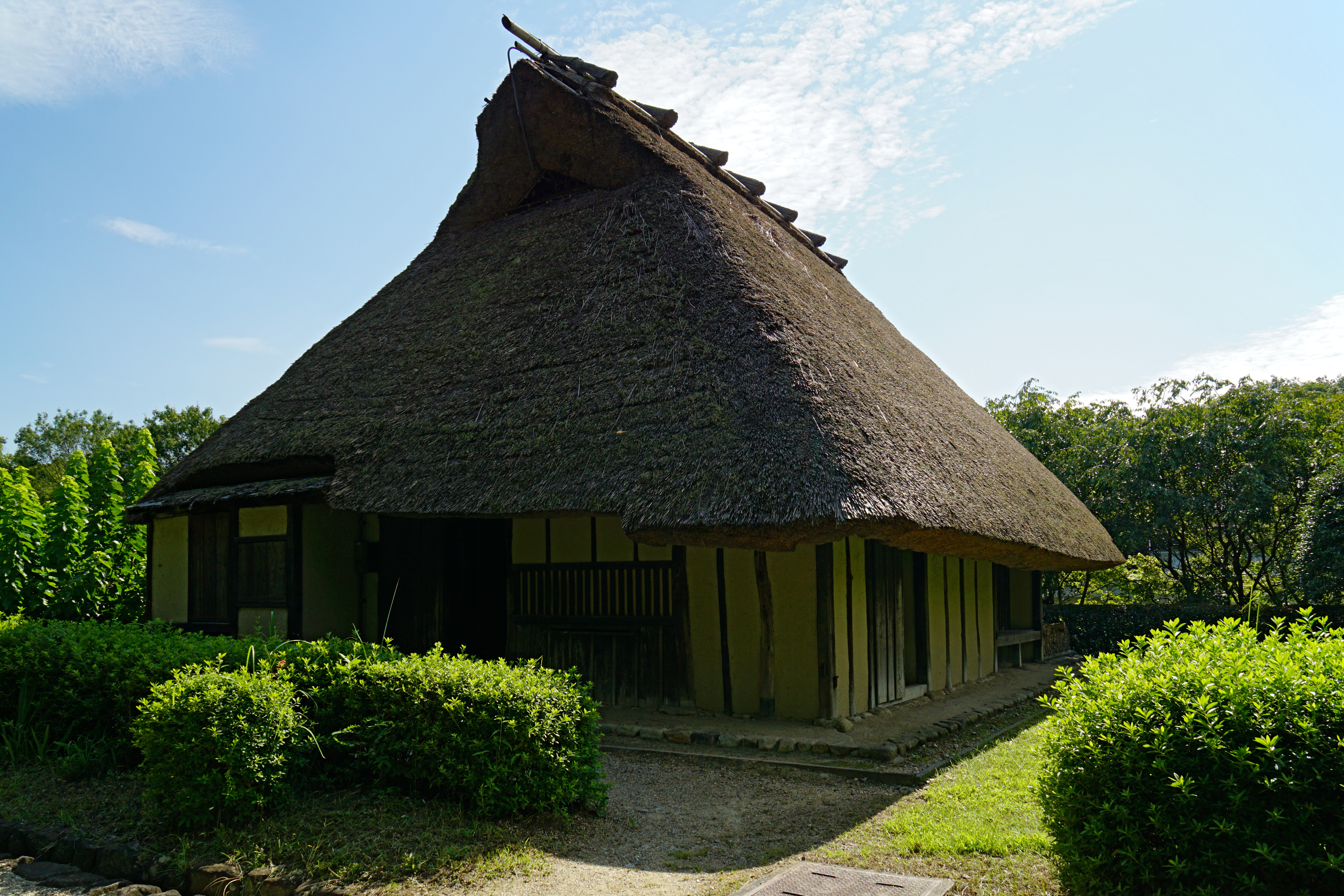
旧松井家住宅
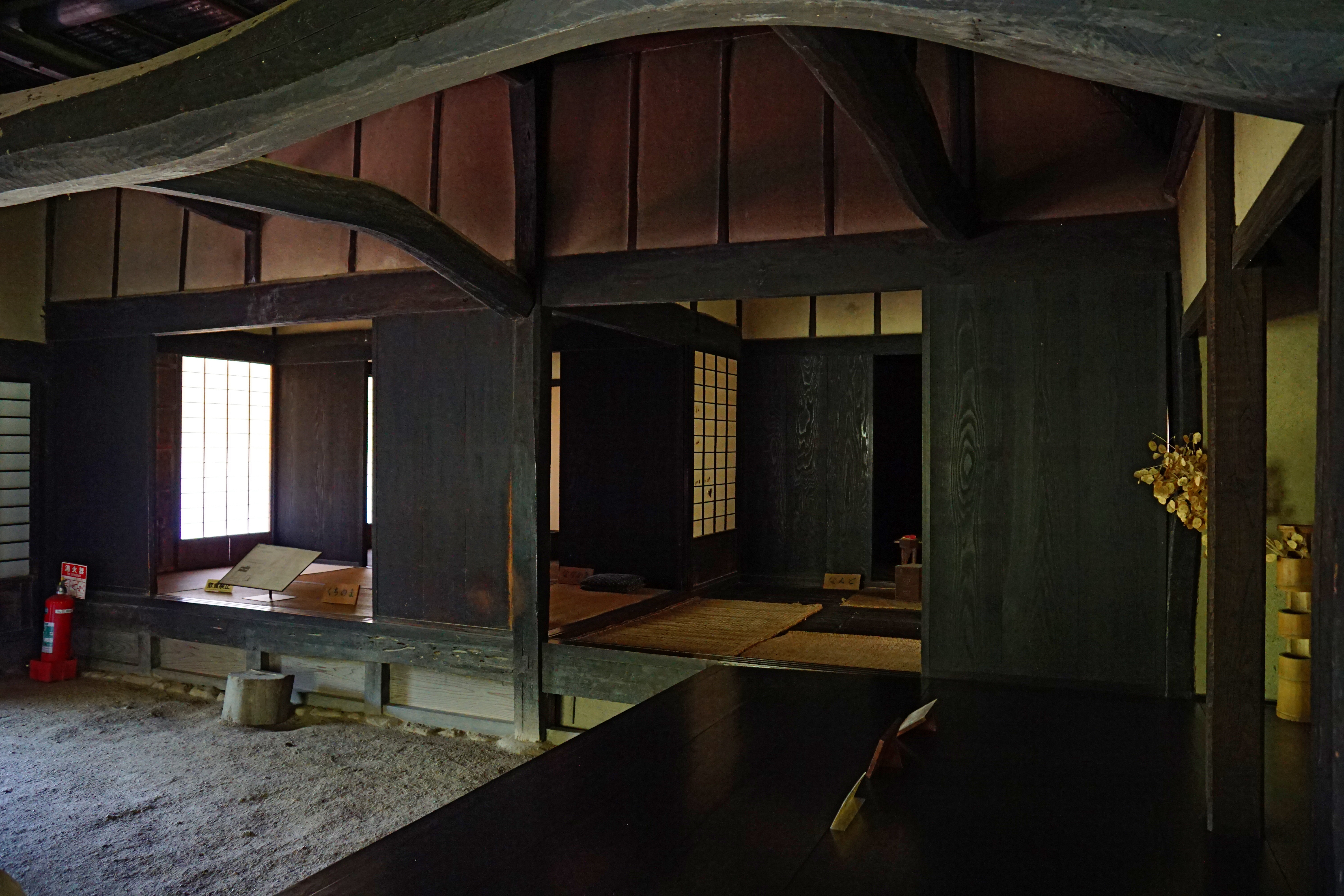
旧松井家住宅内部

- 吉野集落
  - 旧木村家住宅 - 県指定文化財[1] 旧所在：吉野郡十津川村大字旭字迫
    - 旧木村家納屋 - 県指定文化財[1]

  - 旧前坊家住宅 - 県指定文化財[1] 旧所在：吉野郡吉野町
    - 旧前坊家渡廊下 - 県指定文化財[1]
    - 旧前坊家離座敷 - 県指定文化財[1]

## 大和民俗公園
奈良県立大和民俗公園は約26.6ヘクタールの敷地を有する都市公園である。里山、梅林、しょうぶ園、多目的広場、駐車場で構成される。1974年（昭和49年）11月10日に設置された。公園については奈良県県土マネジメント部が所管している。

## 交通
- 近鉄橿原線 近鉄郡山駅より奈良交通バス（20・71・72系統）12～17分「矢田東山」バス停下車 徒歩約7分
  - 同駅より 徒歩約1時間
- JR西日本大和路線 大和小泉駅より奈良交通バス（71・72系統）18分「矢田東山」バス停下車 徒歩約7分
- JR西日本大和路線 郡山駅 徒歩約1時間15分

## 周辺
- 奈良工業高等専門学校
- 大和郡山総合公園
- 郡山城跡公園

## 大衆文化における言及
奈良県出身のお笑いコンビ「笑い飯」には、この博物館をモチーフとした「奈良県立歴史民俗博物館」というネタがあり、2003年のM-1グランプリで準優勝を獲得した。「奈良県立歴史民俗博物館」はあくまでも架空の博物館であり、実際の奈良県立民俗博物館に奈良時代や縄文時代についての展示はない。また、道具の使用状況を示す人形が多く展示されているものの、彼らが演じたような「動く人形」はない。ただし「はたおりコーナー」には障子越しに機織りの動きと音をイメージさせる「動く人形」が置かれている。かつて博物館のサイトの常設展示の解説ページに「漫才コンビ「笑い飯」で知られる「はたおりコーナー」」という文章が掲載されていた。